# Gasconha

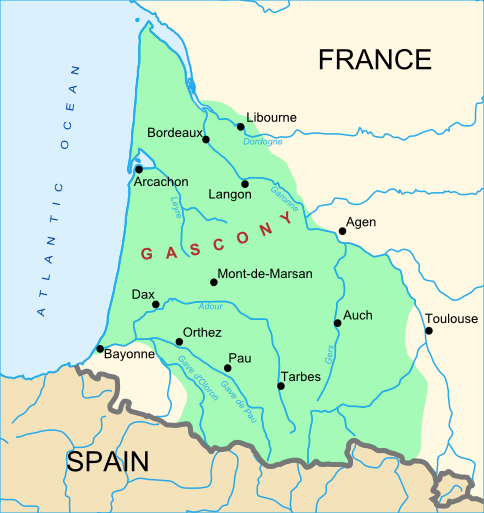
Mapa da Gasconha, mostrando uma definição ampla da região. Outros mapas definem a Gasconha como uma área menor

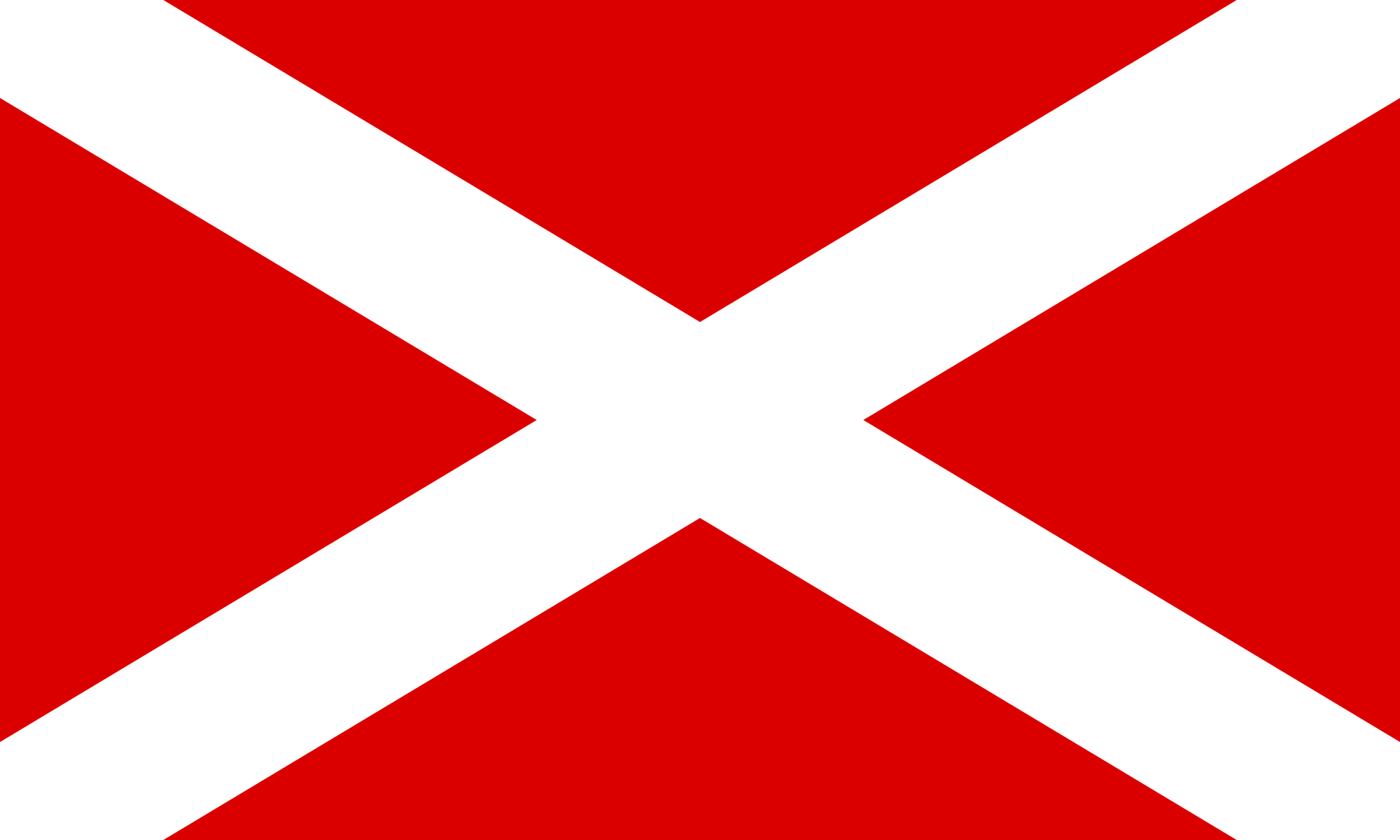
Bandeira da Gasconha

Brasão de Gasconha

A Gasconha ou Gascunha (Gascogne em francês e Gasconha em occitano) é uma região no sudoeste da França que foi parte da "Província de Guiena e Gasconha" antes da Revolução Francesa. A região é apenas vagamente definida e a distinção entre Guiena e Gasconha não é clara. Por vezes são consideradas regiões sobrepostas, por vezes a Gasconha é considerada parte de Guiena. No entanto todas as definições colocam a Gasconha ao sul e a leste de Bordéus. Atualmente está dividida entre as regiões de Aquitânia, (departamentos de Landes, Pirenéus Atlânticos, sul e oeste de Gironde, e sul de Lot-et-Garonne) e de Sul-Pirenéus (departamentos de Gers, Altos Pirenéus, sudoeste de Tarn-et-Garonne, e oeste da Alta Garona).
A Gasconha foi habitada por populações aparentadas dos bascos que aparentemente falavam um idioma parecido com a Língua basca. O nome "Gasconha" provém da mesma raiz da palavra "basco" (ver Wasconia abaixo). Desde a Idade Média até o século XIX, era usado na região o dialeto gascão, uma variante da língua occitana.
É conhecida por ser a terra natal de d'Artagnan, que inspirou a personagem de Alexandre Dumas em Os Três Mosqueteiros. Também é a terra do herói da peça Cyrano de Bergerac (apesar desta personagem ter pouco em comum com o verdadeiro Cyrano de Bergerac, que era parisiense) e de Henrique III de Navarra que mais tarde se tornou o rei Henrique IV da França.
A Gasconha também é famosa pela sua douceur de vivre ("doçura da vida"): sua comida (é a pátria do foie gras e do conhaque Armagnac), suas cidades e vilas medievais chamadas localmente de bastides aninhadas entre morros verdejantes, seu clima ensolarado, e vistas ocasionais dos Pirenéus, o que contribui para a popularidade da Gasconha como destino turístico.

## História

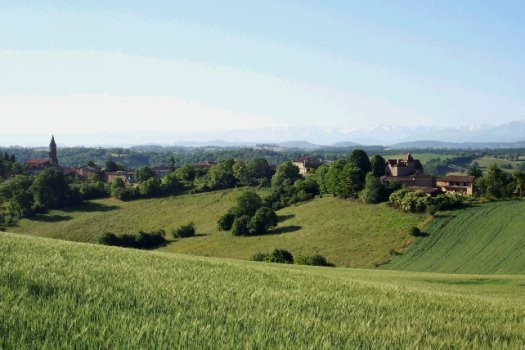
Paisagem da Gasconha, aparecendo ao fundo a cadeia dos Pirenéus

### Aquitânia
Em tempos pré-romanos, os habitantes da Gasconha eram os aquitanos (em Latim aquitani),  que falavam uma língua aparentada do basco moderno.
Os aquitanianos habitavam um território delimitado a norte e a leste pelo rio Garona, ao sul pelos montes Pirenéus e a oeste pelo Oceano Atlântico. Os romanos chamaram esse território de Aquitânia, que pode vir tanto do Latim aqua, em referência aos muitos rios que descem dos Pirenéus e correm pela região, quanto do nome da tribo ausci (cujo nome parece ser relacionado a raiz basca eusk-, que significa "basco"), e nesse caso Aquitânia significaria "terra dos ausci".
Nos anos 50 a.C., a Aquitânia foi conquistada por tropas de Júlio César e se tornou parte do Império Romano.
Mais tarde, em 27 a.C., durante o reinado do imperador César Augusto, foi criada a província da Gália Aquitânia, muito maior do que a Aquitânia original, uma vez que a província romana se estendia ao norte do rio Garona, até o rio Loire e assim incluía o território dos celtas gauleses que habitavam a região.

### Novempopulânia
Em 297, na reforma administrativa do Imperador Diocleciano, a Aquitânia foi dividida em três. O território ao sul do rio Garona, correspondente à Aquitânia original, foi transformado numa província chamada Novempopulânia (isto é,  "terra das nove tribos"), enquanto a porção da Gália Aquitânia ao norte do rio Garona foi dividida entre as províncias, Aquitânia I e  Aquitânia II. O território de Novempopulânia correspondia bastante bem ao que agora chama-se Gasconha.
A Novempopulânia sofreu como o resto Império Romano do Ocidente com as invasões dos povos germânicos, em particular os vândalos em 407–409. Em 416–418,ela foi entregue aos visigodos e passou a fazer parte do seu sistema de reinos confederados, como o Reino Visigótico, apesar de que o seu controle sobre regiões mais distantes do rio Garona pode ter sido um tanto fraco.
Os visigodos foram derrotados pelos francos em 507 e fugiram para a Hispânia e, assim, a Novempopulânia e a Septimânia passaram a fazer parte do Reino Franco. No entanto, como a Novempopulânia estava longe da base dos francos da Frância, o controle franco era muito fraco. Durante todo esse período turbulento, a se fiar nos relatos do séc V, em que os bagaudas são frequentemente citados, distúrbios sociais contra tributação excessiva e a feudalização são largamente associadas à inquietação vascônia.

### Vascônia
A literatura histórica antiga por vezes afirma que os bascos tomaram o controle de toda a Novempopulânia na Alta Idade Média, com base no testemunho de Gregório de Tours sobre a ligação etimológica entre as palavras "basco" e "gascão" – ambas derivadas de "Vascones" ou "Vascônia", a última usada para se referir à totalidade da Novempopulânia.
Historiadores modernos rejeitam essa hipótese, por não estar apoiada em nenhuma evidência arqueológica. Para Juan José Larrea e Pierre Bonnassie, "um expansionismo vascão na Aquitânianão está provado e não é necessário para a compreensão da evolução histórica da região". Esse povo e essa cultura aparentados dos bascos é, seja qual for a sua origem, atestada por documentos medievais, principalmente carolíngios, apesar de seus limites exatos permanecem obscuros (Wascones, qui trans Garonnam et circa Pirineum montem habitant, nos Anais do Reino da França, para um exemplo).
A palavra Vascônia evoluiu para Wascônia e então para Gasconia (w- frequentemente se transformou em g- sob a influência das línguas românicas, cf. warranty e guarantee, William e Guillaume). O gradual abandono dessa língua aquitana aparentada do basco em favor do latim vulgar da região acabou se mostrando permanente. Essa forma local do latim vulgar evoluiu para formar o dialeto gascão, fortemente influenciado pela língua aquitana original (por exemplo, o f- latino virou h-, cf. latim fortia, francês force, espanhol fuerza, língua occitana fòrça, mas gascão hòrça). Paradoxalmente (ou logicamente) os bascos do lado francês do país basco tradicionalmente chamam de gascão qualquer um que não fale a língua basca.
Nessa época, guerreiros viquingues conquistaram diversas cidades gascãs, dentre elas Bayonne, em 842–844. Seus ataques na Gasconha podem ter colaborado para a desintegração política do ducado até que foram definitivamente derrotados por William II Sanchez da Gasconha em Taller, em 982. Por outro lado, a figura política conhecida como Ducado de Wasconia/Wascones, incapaz de conter o processo de feudalização, deu lugar a uma miríade de condados fundados por senhores gascões.

### Império angevino

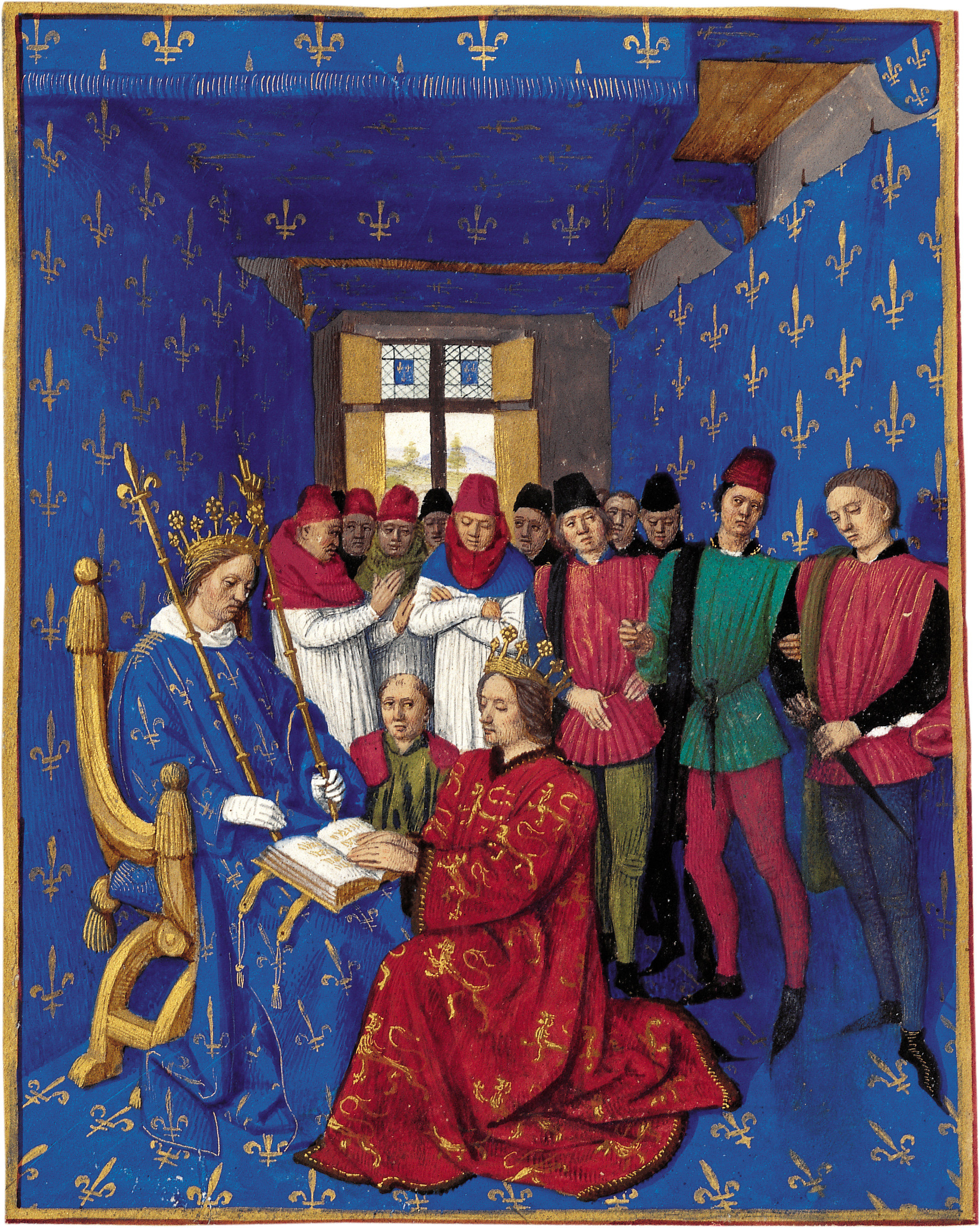
Homenagem de Eduardo I a Filipe IV

O casamento de Henrique II com Leonor da Aquitânia em 1152, permitiu-o ganhar o controle das possessões de sua nova esposa da Aquitânia e Gasconha. Essa adição ao seus já vastos domínios fez de Henrique II o vassalo mais poderoso na França.
Em 1248, Simon de Montfort foi nomeado governador do inquieto Ducado da Gasconha. O rigor com que Montfort reprimia os excessos tanto dos senhores da nobreza quanto das grandes comunas gerou amargos protestos. Henrique III, atendendo aos protestos, instituiu uma investigação formal da administração de Simon de Montfort. Simon foi absolvido das acusações mas, em agosto de 1252, foi mesmo assim destituído da função. Henrique III, então, foi ele mesmo à Gasconha, aplicando uma política de conciliação. Arranjou um casamento entre Eduardo, seu filho de 14 anos e Leonor de Castela. Seu meio irmão, Afonso X de Leão e Castela renunciou às suas pretensões na Gasconha e ajudou os Plantagenetas contra rebeldes como Gastão de Béarn, que havia tomado o controle dos Pirenéus.
Em dezembro de 1259, Luís IX de França cedeu a Henrique III terras a norte e a leste da Gasconha. Em troca, Henrique renunciava às suas pretensões a muitos dos territórios perdidos por João I de Inglaterra.

## Geografia
As principais cidades são:
- Auch, a capital histórica
- Baiona, de identidade basca e gascã
- Bordéus
- Dax
- Lourdes
- Luchon
- Mont-de-Marsan
- Pau
- Tarbes

## Economia
As principais atividades econômicas da região são:
- pesca
- pecuária
- produção vinícola
- produção de Armagnac
- turismo

## Condes da Gasconha
- Garcia Sanchez da Gasconha